# Песковка (Кировская область)
Песко́вка — посёлок городского типа в Омутнинском районе Кировской области России. Посёлок расположен на берегах Вятки, там где в неё впадает река Песковка. Железнодорожная станция Шлаковая на участке Яр — Верхнекамская.
Население — 3526 чел. (2021).

## История
Возник на месте небольшого хуторка вместе со строительством купцом Иваном Курочкиным литейного завода в 1772 году. В те времена здесь демидовскими людьми были найдены в болотах линзовые залежи железной руды.
Во время гражданской войны в этих местах воевал Азин Вольдемар Мартинович (1895—1920)
Статус посёлка городского типа с 1938 года.

## Население
| 1959  | 1970  | 1979  | 1989  | 2002  | 2009  |
| ----- | ----- | ----- | ----- | ----- | ----- |
| 9865  | ↘9090 | ↘8538 | ↘7888 | ↘6957 | ↘6387 |
| 2010  | 2012  | 2013  | 2014  | 2015  | 2016  |
| ↘4724 | ↘4554 | ↘4479 | ↘4384 | ↘4283 | ↘4185 |
| 2017  | 2018  | 2019  | 2020  | 2021  |       |
| ↘4115 | ↘4019 | ↘3935 | ↘3797 | ↘3526 |       |

## Предприятия
- Песковский литейный завод (деятельность остановлена).
- Локомотивное депо ст. Шлаковая.

## Культура и образование
- Дворец культуры металлургов.
- Школа искусств.
- МКОУ СОШ № 4 пгт Песковка

## Памятники
- Недалеко от школы № 4 находится памятник героям-защитникам.
- Братская могила красноармейцев, погибших в годы гражданской войны (ул. Школьная).
- Кладбище воинов Красной армии, умерших от ран в эвакогоспиталях в годы Великой Отечественной войны[18].

## Почётные граждане
- Докучаева Ольга Васильевна (решение поссовета № 9/89 от 15 августа 1989 года)[19].